# Superkubok SSSR 1977
La Superkubok SSSR 1977 è stata la 1ª edizione della Supercoppa dell'Unione Sovietica.
La competizione si è svolta in gara unica tra Dinamo Kiev, vincitore del campionato e Dinamo Mosca, vincitore della coppa nazionale.
A conquistare il trofeo è stata la Dinamo Mosca, che ha battuto per 1-0 la Dinamo Kiev.

## Tabellino
| Arbitro: | Bakanidze (Tbilisi) |

|  |           |            |
|  | Marcatori | 54’ Minaev |